# Polla, Kampanien
Polla är en ort och kommun i provinsen Salerno i regionen Kampanien i Italien. Kommunen hade 5 273 invånare (2017).